# Aegapheles
Aegapheles es un género de crustáceo isópodo marino de la familia Aegidae.

## Especies
- Aegapheles alazon Bruce, 2004
- Aegapheles antillensis Schioedte & Meinert, 1879
- Aegapheles banda Bruce, 2004
- Aegapheles birubi Bruce, 2004
- Aegapheles copidis Bruce, 2009
- Aegapheles deshaysiana H. Milne Edwards, 1840
- Aegapheles excisa Richardson, 2010
- Aegapheles hamiota Bruce, 2004
- Aegapheles japonica Bruce, 2004
- Aegapheles kixalles Bruce, 2004
- Aegapheles kwazulu Bruce, 2004
- Aegapheles mahana Bruce, 2009
- Aegapheles musorstom Bruce, 2004
- Aegapheles rickbruscai Bruce, 2004
- Aegapheles trulla Bruce, 2004
- Aegapheles umpara Bruce, 2004
- Aegapheles warna Bruce, 2004